# Andrew E. Barshay
Andrew E. Barshay (* 6. Juni 1953) ist ein US-amerikanischer Historiker.

## Leben
Er erwarb jeweils an der University of California, Berkeley den AB (1971–1975) in Orientalischen Sprachen, den MA bei Thomas Carlyle Smith (1978–1980) in Asienwissenschaften und den PhD bei Irwin Scheiner (1980–1986) in Geschichte. Er lehrt an der University of California, Berkeley (Assistant Professor für Geschichte 1989–1992; Associate Professor für Geschichte 1992–1998; Professor für Geschichte seit 1998).
2016 wurde Barshay in die American Academy of Arts and Sciences gewählt.

## Schriften (Auswahl)
- State and intellectual in imperial Japan. The public man in crisis. Berkeley 1991, ISBN 0-520-07393-2.
- The social sciences in modern Japan. The marxian and modernist traditions. Berkeley 2004, ISBN 0-520-23645-9.
- The gods left first. The captivity and repatriation of Japanese POWs in northeast Asia, 1945–1956. Berkley 2013, ISBN 978-0-520-27615-4.